# Chatton
Chatton är en ort och civil parish i Storbritannien.   Den ligger i grevskapet och kommunen Northumberland i riksdelen England, i den centrala delen av landet, 500 km norr om huvudstaden London. Chatton ligger 58 meter över havet och antalet invånare är 338.
Terrängen runt Chatton är platt åt nordost, men åt sydväst är den kuperad. Runt Chatton är det ganska glesbefolkat, med 29 invånare per kvadratkilometer. Närmaste större samhälle är Alnwick, 19,9 km sydost om Chatton. Trakten runt Chatton består i huvudsak av gräsmarker.